# Den díkůvzdání
Den díkůvzdání (anglicky Thanksgiving Day) je tradiční severoamerický svátek, který patří do období dožínek. Historicky se jedná o náboženský svátek, v němž lidé vzdávají díky Bohu, běžně jej však slaví i lidé bez vyznání. Tradiční výklad bývá takový, že Den díkuvzdání poprvé slavili Otcové poutníci spolu se spřátelenými domorodci na podzim roku 1621.

## Kanada
V angličtině se používá výraz Thanksgiving a ve francouzštině Action de grâce. I když se samotný svátek slaví v pondělí, maso se může jíst v průběhu celých tří dnů.
Kanaďané slaví tento svátek v rodinném a přátelském kruhu při tradiční hostině, na které nechybí veliký, dozlatova upečený nadívaný krocan, brusinky, šťouchané či zapečené brambory a dýňový koláč. Lidé také využívají jeden z posledních podzimních víkendů k rekreaci, sportování, oddechu, kulturnímu vyžití, turistice a rybaření.

## Spojené státy americké
V USA se používá výraz Thanksgiving. Zde se tento svátek slaví čtvrtý čtvrtek v listopadu na konci žní. Jde o federální svátek, což znamená, že ho slaví všechny státy federace.

### Zvyky
Při tomto svátku se sejde celá rodina a na stole nesmí chybět krocan s nádivkou a brusinkovou omáčkou a také dýňový koláč. Po celé 3 až 4 dny se Američané veselí a baví s rodinou a přáteli. Nemůže chybět ani tradiční americký fotbal, nakupování, průvody, v televizi běží speciální programy, apod.
Každý rok ušetří prezident jednoho nebo dva krocany. Jde o symbolické gesto, protože v USA se během Dne díkůvzdání spotřebuje až kolem 50 000 000 krocanů.

### Historie

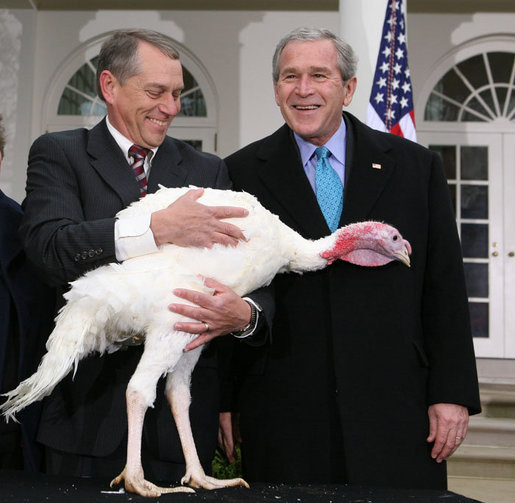
Prezident George W. Bush ušetřil krocana

Vůbec první den díkůvzdání se konal v Americe na území dnešního státu Massachusetts roku 1621.
Podle pověsti do Ameriky roku 1620 připluli z Anglie Otcové poutníci, kteří zde chtěli nalézt nový život a usadit se zde. Založili zde kolonii a pojmenovali ji Plymouth. Bohužel připluli těsně před zimou a neměli takovou zásobu potravin, aby přečkali zimu, a proto polovina kolonie přes zimu zemřela. Po zimě však narazili na kmen indiánů Wampanoag, který je naučil pěstovat plodiny, a tak se na konci sezóny všichni sešli a oslavili úspěšný rok plný hojností a bohaté úrody. Kvůli tomu se od roku 1621 v Americe slaví Den díkůvzdání a od roku 1941 byl tento svátek ustanoven zákonem na čtvrtý čtvrtek v listopadu tedy v rozmezí od 22. listopadu do 28. listopadu.

### Perspektiva původních obyvatel
Část lidí, zejména z řad původních obyvatel, vnímá Den díkuvzdání jako „národní den smutku“. Připomínají si bezpráví a násilí, ke kterému docházelo v dlouhém období po roce 1621 mezi původními obyvateli a nově příchozími kolonizátory z Evropy.

## Černý pátek (anglicky Black Friday)
Černý pátek následuje po Dnu díkůvzdání. Ačkoli nejde o federální svátek, většina zaměstnanců si bere dovolenou a většina škol je v tento den zavřená. Černý pátek je známý pro velké slevy v obchodech, které často otevírají v brzkých ranních hodinách – často už ve 4.00 nebo ještě dřív.
Je to nejdůležitější den v roce, co se týká obchodníků a nákupů, neboť tržby jsou tradičně nejvyšší v roce. Černý pátek je dlouholetou tradicí v USA. Tato americká tradice se však udržuje i v některých částech Kanady, ovšem v mnohem menším měřítku. Černý pátek zahajuje tradičně severoamerickou vánoční nákupní sezónu.